# 荒尾茉紀
荒尾 茉紀（あらお まき、1986年11月18日 - ）は、テレビ宮崎 (UMK) の元アナウンサー。福岡県福岡市出身。
九州大学農学部を卒業後、2009年4月にテレビ宮崎に入社。2019年9月30日を以て同局を退職。
同期に元同局アナウンサーの岩下克樹がいる。

## 担当番組
- HOT WAVE（2009年4月 - 2011年3月）[2]
- うぃーく - メインキャスター（2011年4月 - 2012年3月）[2]
- みやざきゲンキTV（2011年4月 - 2012年3月）[2]
- ジャガジャガ天国[2]
- UMK情報net 3きゅう[2][3]
- Noon TV マッポス - MC（2012年4月 - 2014年3月）
- UMKスーパーニュース - メインキャスター（2014年4月 - ）[4]

## エピソード
2011年、フジテレビ『27時間テレビ』の企画「FNS歌へた自慢 芸能界オンチNO.1決定戦」にテレビ宮崎代表者として参加した。その際、岡山放送の淵本恭子（近畿・中国・四国ブロック出場者）とテレビ長崎の小田久美子（九州・沖縄ブロック出場者）と「AKBアナウンサーズ」を結成し、3人でAKB48の楽曲メドレーを歌った。
この3人は、同年10月に長崎県でテレビ長崎・エフエム長崎合同主催イベント「Lovefes 2011」が行われた際にも集結し、野外と駅前の2ステージで歌を披露した。